# 林遥焕
林遥焕（1980年9月4日—），生於南韓（今首爾特別市），是一位负有盛名的韓國职业星际争霸选手。他在韩国是最受大众喜爱的星际选手，他的粉丝俱乐部有60多万成员，并且出版了一张包括他精彩战役的DVD。妻子為演員金佳妍。

## 成就
林遥焕的职业赛事战绩是500胜336负。由于出色表现，他的收入在所有职业电子竞技玩家中最高，约为每年30万美元加上赛事奖金和赞助（后两项大约每年9万美元）。2004年，他在ESReality投票中荣获最伟大的职业电子游戏选手。2006年，他在音乐电视网中被授予“十位史上最具影响力的电子游戏玩家”之一的荣誉。

## 历史
林遥焕是从1.07版本开始接触星际争霸的，他在职业生涯中不断调整战术打法，其中许多创新之处对今天的星际战术有深远的影响。林遥焕常使用的星际争霸种族是Terran（人族）。他在一次采访中承认，他最先接触星际争霸时使用Protoss（神族），但后来放弃了进攻为主的Protoss和Zerg，转向防御为主的Terran。在他使用人族在职业赛事中取得辉煌战绩之前，人们一般认为Terran是星际争霸三个种族中最弱的一个。因为林遥焕开创星际争霸Terran的辉煌，他被授予“人族皇帝”（Terran Emperor）的美誉。林遥焕开创了Terran的许多新打法，其中很多今天被广为使用。最有名的一个打法是更为有效的Terran运输机（Dropship）空投战术。
林遥焕的微操作被认为是一流。他经常可以仰仗出色的微操作扭转战局。但是有人认为他的大局观（宏操作）与其它顶尖星际选手相比稍逊一筹。不过最近几年他的大局观有进步之势。
林遥焕成名以后，诸多后起之秀奋起追赶，使得他的职业排名只能用一般来形容。2006年4月，他在KeSPA（韩国电子竞技运动员协会）的排名为11。
林遥焕是SK Telecom战队的队长，该战队历来在职业联赛中稳居榜首。他提拔了另一位著名的Terran选手：iloveoov，因此被认为是慧眼识才。
2006年8月，林遥焕收到大韩民国政府的来信，要求其于年底之前到大韩民国空军服役。他表示将努力在最短时间2年半内复员。
在加入空军后，林遥焕利用自己的名气，在一个半月后组建了一支空军职业战队。林遥焕找到在他之前加入空军的一些退役职业选手，包括H.O.T-Forever、CLon、ChRh、fOru、Rage、Qoo) Sunny以及MuMyung。他们一起组建了第一支来自军方的职业游戏战队。该队的官方名称为ACE（Airforce Challenge E-sports）。ACE目前在2008 ShinHan Proleague中参赛。截至2008年7月3日，ACE在联赛12支队伍中以5胜14负的战绩排在第11位。林遥焕在其中共进行了12场比赛，胜3场。
2010年9月，他开始使用人族参加星际争霸2的职业比赛  。

## 主要战绩
- 在电视转播比赛中胜率最高（500/336）
- 唯一两次赢得WCG冠军的选手（2001年和2002年）
- 首位在OSL中达到100胜的选手
- 第一位连续两届赢得OSL冠军的选手
- 在KeSPA中保持第一位时间最长的选手
- 赢得了第一届KPGA巡回赛
- 在OSL中四次赢得第二名
- 在KT-KTF黄金联赛中获得第二名

## 綜藝
| 日期       | 頻道  | 節目名稱                   |
| ---------- | ----- | -------------------------- |
| 2012-03-29 | KBS 2 | 《Happy Together》         |
| 2014-02-14 | MBC   | 《我獨自生活》             |
| 2015-10-01 | SBS   | 《親愛的百年客人》 Ep275   |
| 2015-11-29 | SBS   | 《Running Man》 Ep275      |
| 2016-04-28 | KBS 2 | 《Happy Together》新郎特輯 |